# Microcreagris pusilla
Microcreagris pusilla är en spindeldjursart som beskrevs av Beier 1937. Microcreagris pusilla ingår i släktet Microcreagris och familjen helplåtklokrypare. Inga underarter finns listade i Catalogue of Life.